# مارسل دولاتر
مارسل دولاتر (فرانسوی: Marcel Delattre‎؛ زادهٔ ۱۷ نوامبر ۱۹۳۹) دوچرخه‌سوار اهل فرانسه است.
از باشگاه‌هایی که در آن رکاب زده‌است می‌توان به تیم دوچرخه‌سواری سن-رافائل و تیم دوچرخه‌سواری پژو اشاره کرد.